# Chevrolet Series D
Chevrolet Series D – samochód osobowy produkowany pod amerykańską marką Chevrolet w latach 1917–1918.

## Galeria

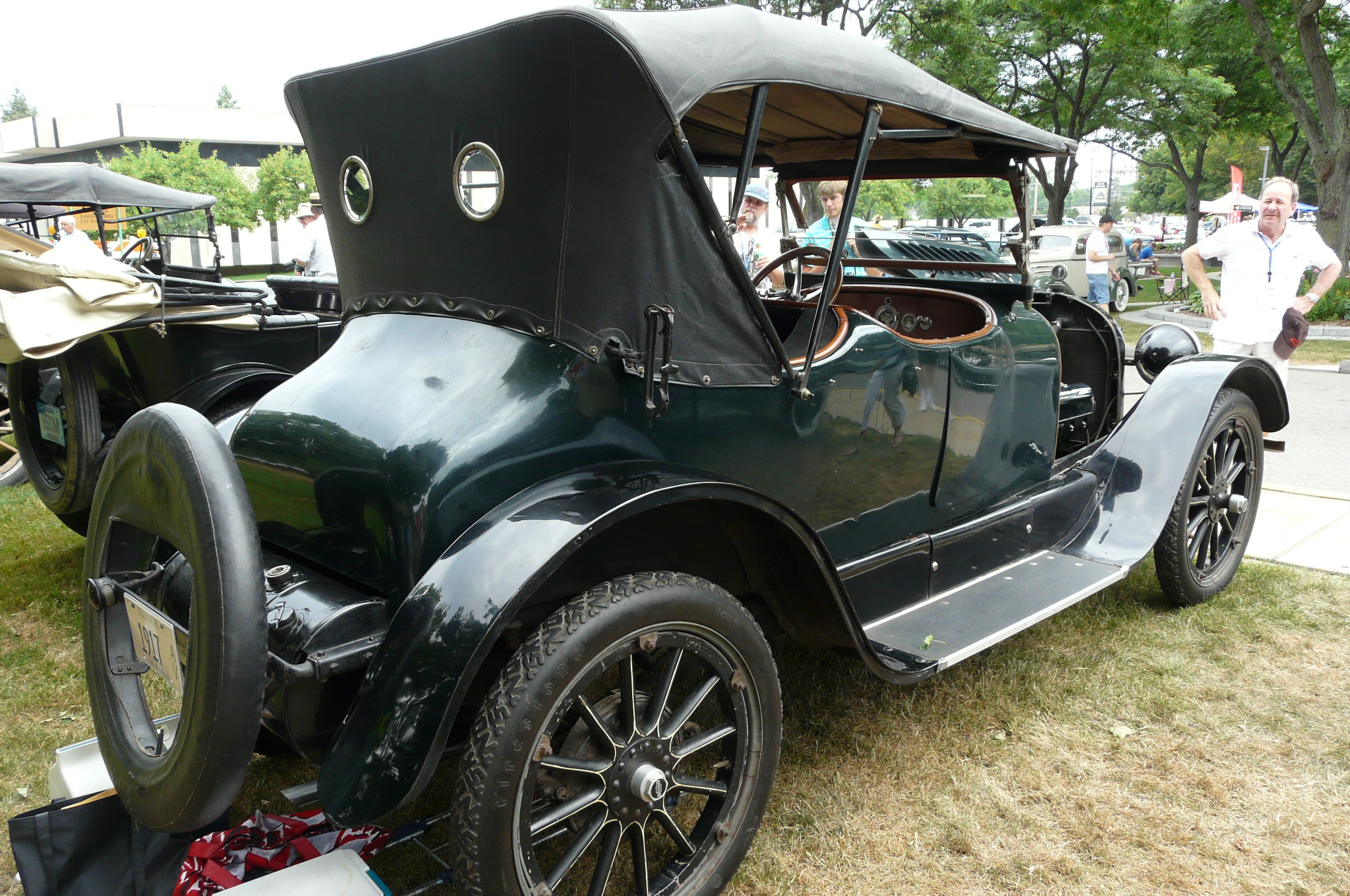
Chevrolet Series D – tył
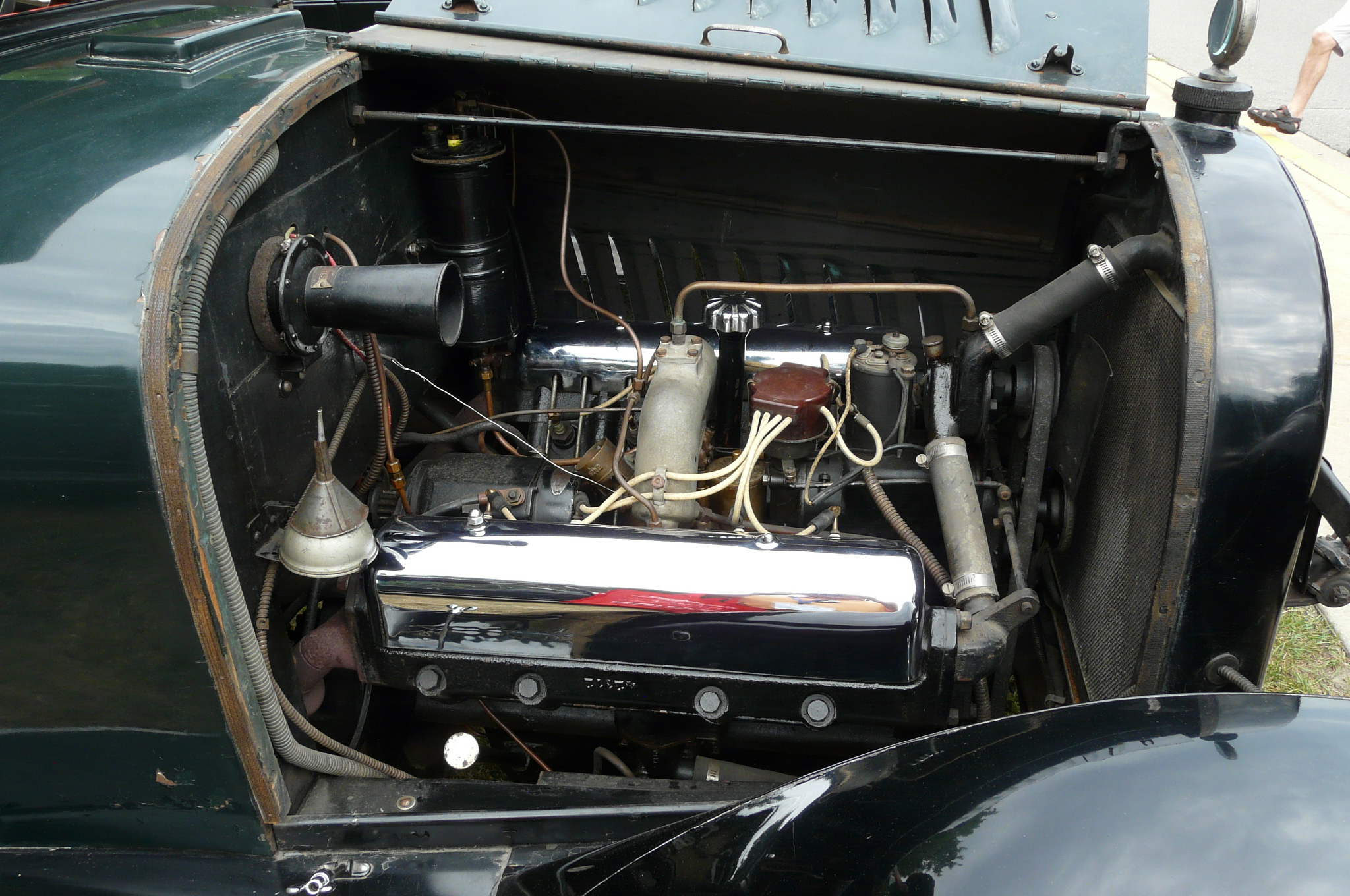
Chevrolet Series D – komora silnika